# KV3
KV3 무덤은 이집트 왕가의 계곡에 위치한 고대 이집트의 무덤 중 하나로, 제20왕조 시기 국왕이었던 람세스 3세의 아들의 묘로 쓰인 곳이다. 제20왕조의 다른 묘와 마찬가지로 내부 구조가 직선축 배치를 이루고 있다. 내부에서 발견된 상형문자가 기록된 도편에 따르면 람세스 3세가 왕자의 무덤을 조성한다는 기록이 언급되어 있는데 본 무덤을 가리킨 것으로 추정된다.
무덤 내 두 개의 방은 완성이 되지 않은 상태이다. 희박하게 남은 고고학적 증거로 판단건대 이 무덤은 사용된 적이 없는 것으로 보인다. 학계에서는 람세스 3세의 섭정을 받던 람세스 4세 왕자의 무덤으로 조성되었으나 그 왕자가 왕위를 이어받아 파라오로 즉위하고, 자신만의 왕릉을 새로 조성하면서 이 무덤은 버려졌다는 설이 제기되고 있다.

## 상세

### 구조
왕가의 계곡 입구에 들어섰을 때의 큰길 인근에 위치해 있다. 여왕의 계곡에 있는 무덤의 내부구조를 상당히 따르고 있으며, 규모 면으로 보았을 때에는 왕가의 한 구성원을 모시기 위한 노력이 반영되었음을 알 수 있다.
무덤 입구를 지나면 아래쪽으로 더는 내려가지 않고 완만한 깊이를 이루는데 이는 람세스 3세가 아들들을 위해 지은 무덤마다 지니고 있는 특징이다. 입구를 지나면 두 개의 복도로 이어지는데 각각 'A'와 'B'로 칭하며, B복도의 끝자락 측면에서는 두 개의 방으로 연결된다. 그 중 하나 (Bb)는 완성이 되었으나 다른 하나 (Ba)는 공사를 시작한 지 얼마 지나지 않아 무덤 전체가 버려지면서 미완성된 상태이다. B복도의 끝에는 큰 방 (F)로 이어지는데 네 개의 기둥이 세워져 있으며, 이 방의 측면에는 다시 한번 두 개의 조그만 방으로 연결된다.
큰 방 (F)에서 북쪽 방면의 측면실 (Fa)은 완공되었으나 반대쪽 방면의 측면실 (Fb)는 무덤이 버려지면서 미완성된 상태로 남았다. 복도축을 따라 가둥을 지나면 끝에 또다른 세 개의 방이 이어지는데 각각 'G', 'H', 'I'로 칭한다. G와 H는 천장이 궁륭 구조로 되어 있으며, 이들 중 1개실을 묘실로 사용하고자 했던 것으로 보인다.
무덤 내부에 남아있는 장식 벽화는 B복도의 벽화가 유일하며, 복도를 따라서 그려짐과 동시에 끝자락 측면실 입구까지 그려져 있다. 여기에 묘사된 벽화는 이름을 알 수 없는 왕자가 람세스 3세를 따라가고 있고, 그 뒤로 여러 신이 다시 따라가는 구성이다. 조성 당시에는 이보다 더 많은 벽화가 존재했던 것으로 추정되는데, 실제로 1840년대 카를 레프지우스의 탐사기에서는 궁륭 천장실에 채색된 흔적이, 첫번째 복도에는 카르투슈 (국왕 이름 표기)와 람세스 3세의 그림이 그려져 있었다고 기록하고 있다.

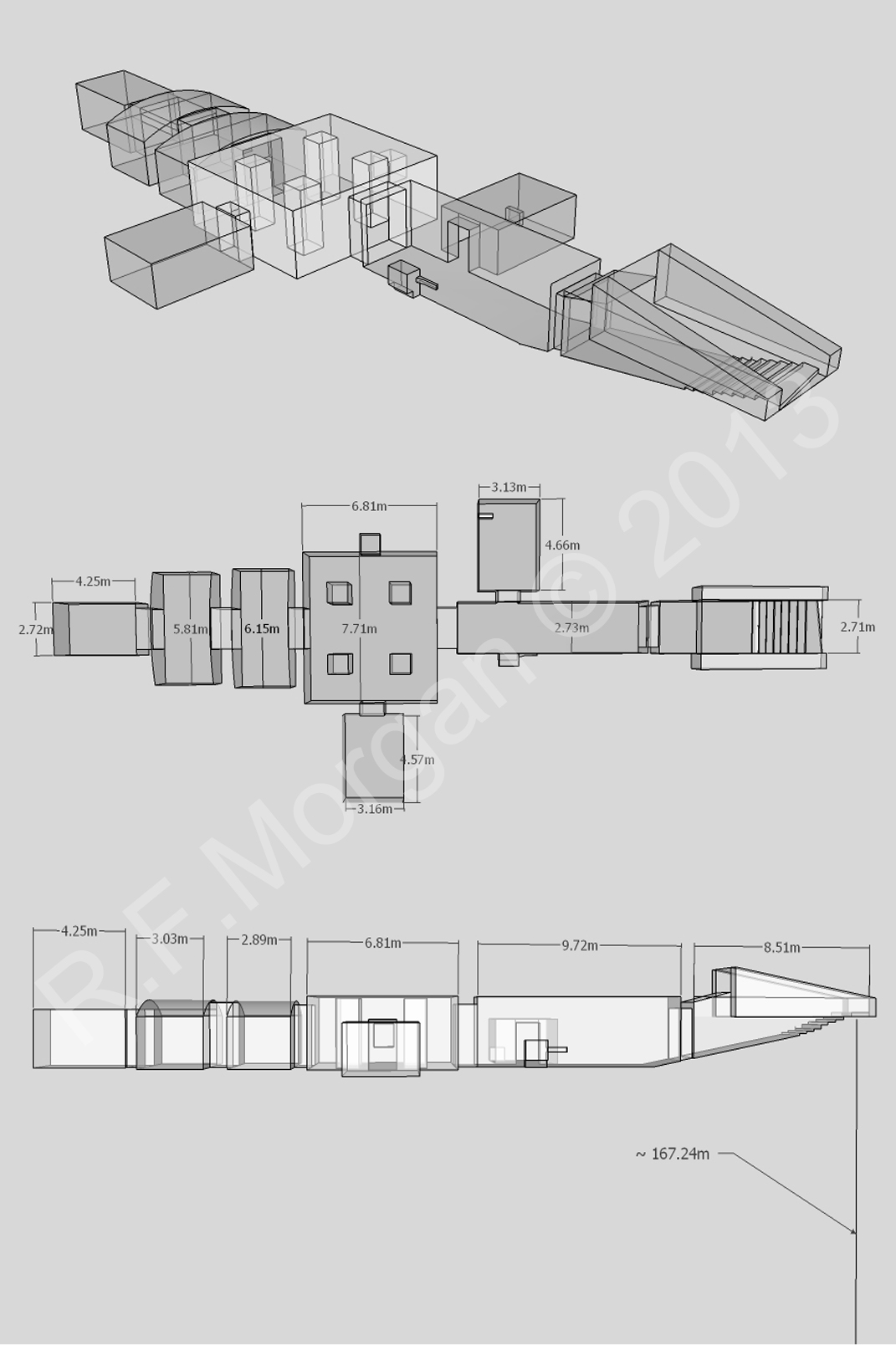
KV3의 구조

### 후대의 역사
동로마 제국 시기에는 그리스도교 성당으로 쓰였던 흔적이 내부에 남아 있다.
고대부터 외부에 노출되어 개방된 무덤이지만, 철저히 발굴조사가 이뤄진 것은 1912년 해리 버튼의 탐사에 이르러서였다. 당시 미국 변호사 시어도어 M. 데이비스의 후원을 받아 진행되었으며, 데이비스가 마지막으로 나섰던 이집트 무덤 탐사였다. 발굴 조사 결과 보고서는 따로 남기지 않았다.